# Casey Jones (groupe)
Pour les articles homonymes, voir Casey Jones et Jones.
Casey Jones est un groupe de punk hardcore straight edge américain, originaire de Jacksonville, en Floride. Il comprenait des membres des groupes d'Evergreen Terrace, et produit par le label Eulogy Recordings. Ils comptent au total trois albums studio et un split 7". Le groupe se sépare en 2012.

## Biographie
Casey Jones est formé au début de 2003 comme projet parallèle d'Evergreen Terrace. Le nom du groupe s'inspire du nom du personnage Casey Jones de la série d'animation Tortues Ninja.
Le groupe commence initialement avec Josh James d'Evergreen Terrace, son frère Caleb, et Josh Smith (ancien membre d'Evergreen Terrace). Peu après sa formation, le groupe écrit plusieurs chansons et enregistre une démo intitulée Are Some Crucial Dudes. Peu après, le groupe publie son premier album studio, The Few, the Proud, the Crucial, au label Indianola Records. 
Après quelques changements de membres, le groupe enregistre son deuxième album studio, The Messenger, publié au label Eulogy Recordings en juin 2006. En 2008, le groupe quitte Eulogy. Casey Jones publie son dernier album, I Hope We're Not the Last, le 11 janvier 2011. Il marque les dernières années de tournée du groupe. Casey Jones se sépare en 2012. Après sa séparation, Casey Jones publie un documentaire concernant l'histoire du groupe, intitulé Start to Finish.

## Membres
- Josh James - chant
- Caleb James - batterie
- James Saboner - basse
- Evan Judd - guitare
- Poops Howard - guitare

## Discographie
- 2003 : Are Some Crucial Dudes
- 2003 : The Few, the Proud, the Crucial
- 2006 : The Messenger
- 2011 : I Hope We're Not the Last